# Bulbophyllum renkinianum
Bulbophyllum renkinianum é uma espécie de orquídea (família Orchidaceae) pertencente ao gênero Bulbophyllum. Foi descrita por Émile Laurent em 1921.